# Loszang Szenge

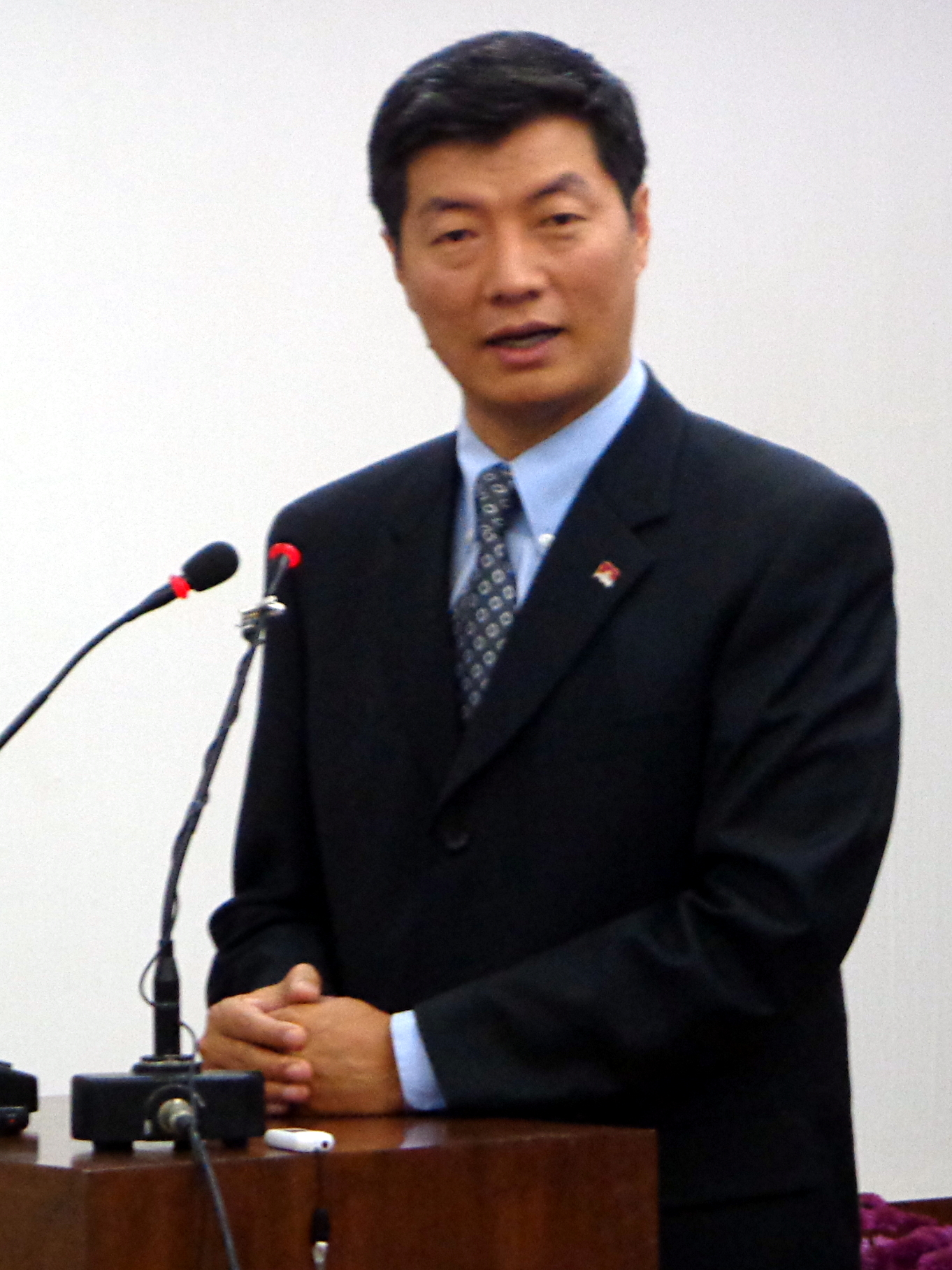
Loszang Szenge

Loszang Szenge (tibeti: བློ་བཟང་སེང་གེ་, wylie: blo bzang seng ge, Dardzsiling, 1968),  tibeti menekült, politikai aktivista, a tibeti emigráns kormány miniszterelnöke.

## Kezdetek
Szenge a dardzsilingi tibeti menekült közösségben született 1968-ban, egy tipikus ún. „sicsak” típusú településen, ahol a mindennapos élet része volt a földművelés, a szarvasmarhák és a tyúkok gondozása, fagyűjtögetés az erdőben és a kisvállalkozó szüleinek való segítségnyújtás, például téli dzsekik árusítása.

## Iskolái
A dardzsilingi tibeti iskola elvégzése után Szenge a Delhi Egyetemen szerzett alapfokú egyetemi diplomát jogból. 1995-ben Fulbright ösztöndíjat nyert a Harvard jogi karán, ahol mesterfokú diplomát kapott még ebben az évben.
2003-ban Szenge öt konferenciát szervezett kínai és tibeti tudósok számára, amelyen jelen volt többek között a 14. dalai láma és 35 kínai tudós a Harvard Egyetemről.
2004-ben Szenge lett az első tibeti, aki jogi doktori címet szerzett a Harvard Egyetemen, és megkapta a 2004-es Yong K. Kim' 95-díjat a disszertációjáért, amelynek címe Demokrácia veszélyben – A menekültpolitika gyógyír? (Democracy in Distress: Is Exile Polity a Remedy? A Case Study of Tibet's Government-in-exile). 2006-ban Szengét az Ázsia Társaság nonprofit szervezet beválasztotta a 24 tagú fiatal vezetői közé, akik segítenek a szervezet munkájában, hogy előmozdítsák a párbeszédet az ázsiai országok és az Egyesült Államok között. Szenge a tibeti jog és a nemzetközi emberi jogok szakértője.

## Kormányzati sikerei
2011. március 10-én a dalai láma felajánlotta, hogy változtassák meg a menekültügyi alapszabályt és az új szervezetben távolítsák el őt a vezetői pozícióból, és helyette demokratikusan választott vezető legyen. 2011. május 29-én törvényesen is jóváhagyták a változtatásokat, így legmagasabb hivatali pozíció a miniszterelnök lett (kalön tripa). Kezdetben sok tibeti aggódott amiatt, hogy a dalai láma úgy döntött, hogy lemond a politikai irányításról.

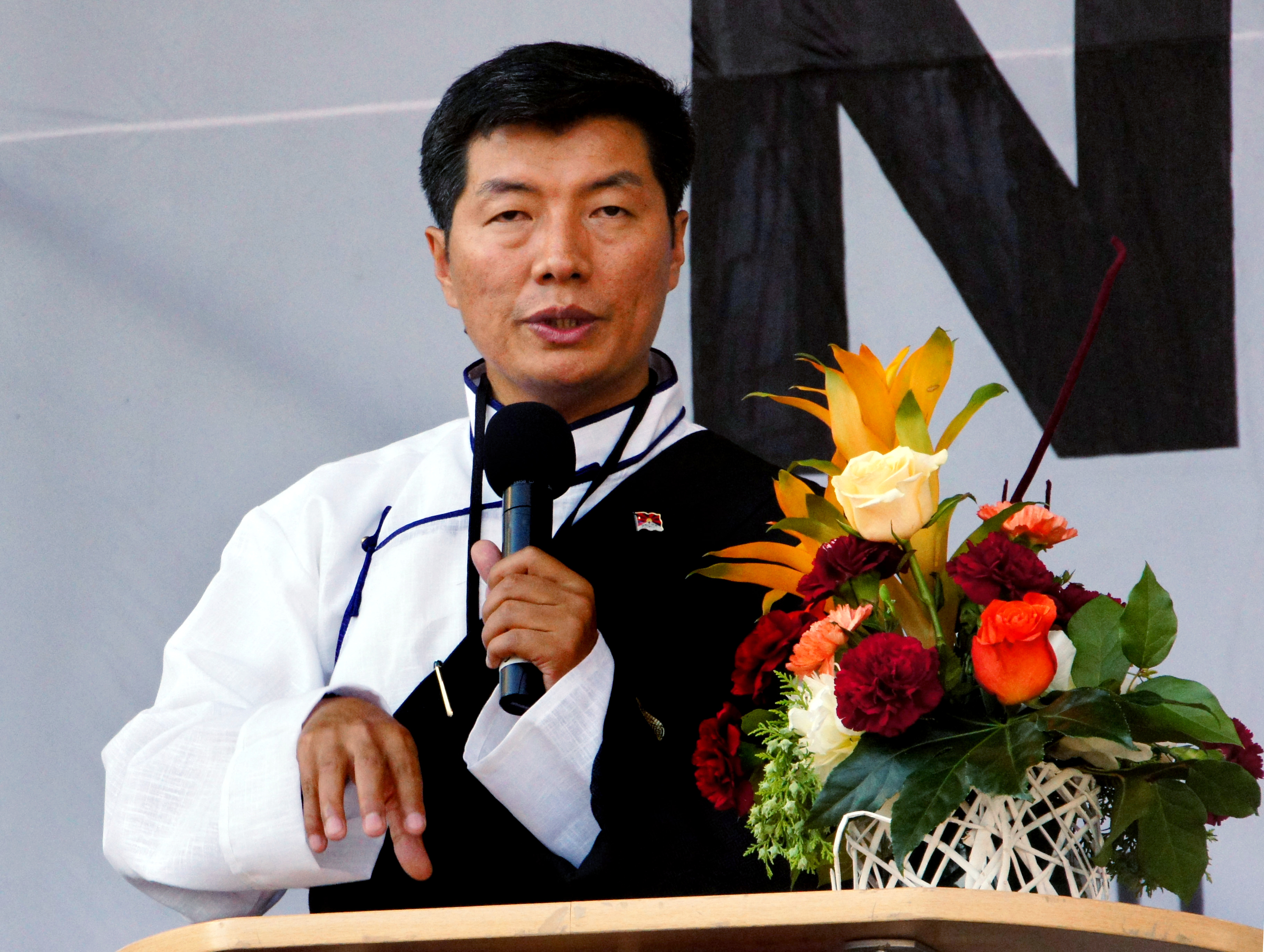
Szenge Bécsben, 2012

2011. április 27-én nevezték ki Szengét a Tibeti Menekült Kormány miniszterelnökének. Szenge a szavazatok 55%-át kapta, megelőzve Tendzin Tethong (37,4%) és Tasi Vangdi (6,4%) jelölteket. A szavazásra 83 400 tibeti volt jogosult, akiktől összesen 49 000 érvényes szavazat érkezett. 2011. augusztus 8-án Szenge letette a miniszterelnöki esküt. 2012-től kalön tripa helyett szikjong lett az új hivatali elnevezése. Miniszterelnökként Szenge a legelejétől kezdve a legfontosabb feladatának a tibeti ügy békés és erőszakmentes rendezését tekintette. Támogatta a dalai láma által hirdetett középút megközelítést, amely valódi autonómiát biztosítana Tibet számára a kínai alkotmányban. Olyan megoldást keresnek, amellyel mindkét fél nyertesnek érezhetné magát.
2013 februárjában tartotta első beszédét a Külügyi Kapcsolatok Indiai Szövetsége előtt, amelyben felhívta a figyelmet, hogy a nyugat-ázsiai fegyveres felkelések hatása továbbgyűrűzhet, és a nemzetközi közösségnek fontos lenne megerősíteni elkötelezettségét az erőszakmentesség mellett. Kiemelte, hogy „ha az erőszakmentesség a helyes megoldás, akkor támogatni fogja az ügyet a nemzetközi közösség is”. A szíriai szabadság harcosok médiafigyelmével kapcsolatosan megjegyezte, hogy a tibetiek demokratikus és erőszakmentes küzdelme az elmúlt évtizedekben nem kapott ilyen mértékű figyelmet és támogatást.
2013. március 10-én, a tibeti nemzeti felkelési nap ünnepének 54. évfordulóján Szenge hivatalos közleményt adott ki, amelyben a megemlékezés napját azoknak ajánlotta, akik saját magukat gyújtották fel tiltakozásként, vagy más módon adták életüket a tibeti ügyért. Újból elkötelezte magát a középút eszköze mellett és reményét fejezte ki, hogy a kínai-tibeti ügy gyors megoldásra lel, valamint előre vetítette, hogy ez példaként szolgálhatna más, szabadságért küzdő nemzet számára, és pozitívan hatna Kína önfegyelmezésére.
Szenge felesége 2004. óta Keszang Jangdon Sakcsang, akinek szülei Tibet Lhokha és Phare területeiről valók. Egyetlen lányuk 2014-ben született.

## Elismerései és díjai
Szenge elnöki érmet kapott az Egyesült Államokban 2015. október 13-án.
A College Historical Society of Trinity College Dublin aranyérmét kapta.

## Művei
- Tibet: Exiles' Journey, Journal of Democracy – 14. kötet, 3. szám, 2003. július, 119–130. oldal Tibet: Exiles' Journey archiválva:  Archiválva 2012. március 24-i dátummal a Wayback Machine-ben
- We Sing a Song of Sadness Tibetan Political Prisoners Speak Out, Billy Jackson, Publish America, 2004, ISBN 1-4137-1677-6
- Lobsang Sangay, China in Tibet: Forty Years of Liberation or Occupation?, Harvard Asia Quarterly, Volume III, No. 3, 1999.
- Human rights and Buddhism : cultural relativism, individualism & universalism, Thesis (LL. M.), Harvard Law School, 1996, OCLC 43348085
- Democracy in distress : is exile polity a remedy? : a case study of Tibet's government in exile, Thesis (S.J.D.), Harvard Law School, 2004, OCLC 62578261
- A constitutional analysis of the secularization of the Tibetan diaspora : the role of the Dalai Lama, in Theology and the soul of the liberal state, ed. Leonard V Kaplan; Charles Lloyd Cohen, Lanham : Lexington Books, 2010, ISBN 978-0-7391-2617-2